# Corriente del Meiring
En el universo imaginario de J. R. R. Tolkien, la Corriente del Meiring es un río ubicado al noroeste de Minas Tirith. Nace en las Montañas del Cuerno Blanco, en la gran grieta producida entre las Ered Nimrais y el Halifirien, en el Valle de Firien; y vuelca sus aguas al extenso delta del Entaguas, atravesando el linde norte del Bosque de Firien.
En el lugar en el que el gran camino númenóreano Norte-Sur cruzaba el río, Gondor hizo construir un puente y fortificó la línea del río, entre el Bosque de Firien y los pantanos ubicados en su confluencia con el Entaguas.
Luego de la cesión de la tierra de la provincia de Calenardhon a los Rohirrim, en los últimos siglos de la tercera Edad; la corriente marcaba la frontera noroccidental del reino de Gondor, también conocida como Frontera de los Pantanos. Y marcaba, también, el comienzo del Feudo de Anorien.

## Etimología
El río es llamado en lengua Sindarin, Glanhir, nombre compuesto por de _*Glan_ que significa “Frontera” “Borde”, raíz (G)LAN, proviene del verbo Q. lanya ‘limitar, encerrar, separar de, marcar el límite de’.Y _*Hîr_Que significa: “Río”. 
El nombre en inglés Mering stream contiene “(...)los términos en inglés antiguo mær- (forma de mearc ‘frontera’ en compuestos) e -ing (sufijo derivativo), y que tiene el significado de ‘arroyo de la frontera’...” 